# Hermann Josef Schuster
Hermann Josef Schuster (* 19. März 1933 in Essen; † 2. Januar 2024) war ein deutscher Jurist.

## Leben
Schuster promovierte 1965 an der Universität Köln. 1967 wurde er Kanzler der Universität des Saarlandes in Saarbrücken. Von 1981 bis 1986 war er Staatssekretär für Wissenschaft und Forschung unter Senator Wilhelm Kewenig in Berlin. Ab der Gründung der Guardini-Stiftung in Berlin 1987 war er deren geschäftsführendes Präsidiumsmitglied.

## Auszeichnungen
- 1994: Verdienstkreuz am Bande der Bundesrepublik Deutschland
- 2011: Verdienstkreuz 1. Klasse der Bundesrepublik Deutschland
- Ehrenmitglied des geschäftsführenden Präsidiums der Guardini-Stiftung in Berlin[2]

## Schriften
- Die Rechtsgrundlagen für die Beziehungen der westdeutschen wissenschaftlichen Hochschulen zu den wissenschaftlichen Hochschulen des Auslandes, Bonn, 1966, zugleich: Dissertation, Universität zu Köln 1965
- mit Gert Elstermann und Ludwig von Mutius: Grundausstattung (Die Grundausstattung der Professoren an Universitäten und Technischen Hochschulen), Schwartz, Göttingen 1976, ISBN 3-509-00882-0
- als Herausgeber: Die Rolle der Forschung in wissenschaftlichen Hochschulen, Tübingen 1979
- im Auftrag der Guardini-Stiftung (Hrsg.): Guardini weiterdenken. Guardini-Stiftung, Berlin 1993. ISBN 3-9803395-0-5.